# Aspilota divergens
Aspilota divergens är en stekelart som beskrevs av Fischer 1971. Aspilota divergens ingår i släktet Aspilota och familjen bracksteklar. Inga underarter finns listade.